# La Fungal
La Fungal (oficialmente en asturiano: La Xungal) es una casería española de la parroquia de Arango, perteneciente al municipio de Pravia, en la comunidad autónoma de Asturias. En 2023, la entidad singular de población tenía empadronados 15 habitantes, todos ellos en el núcleo de población de ese nombre.